# Tofflan 1

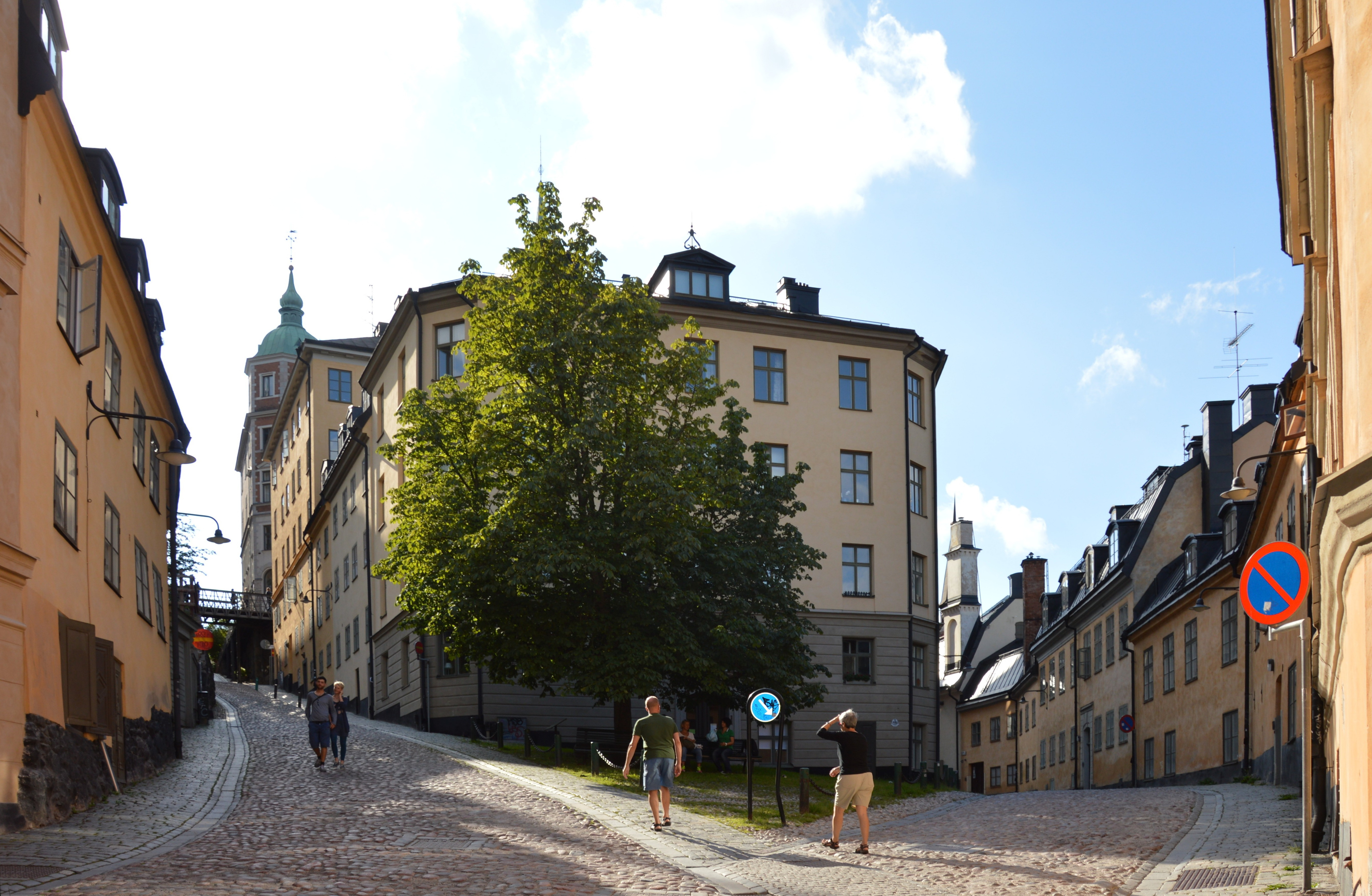
Kvarteret Tofflan ligger rakt fram, till höger syns Pryssgränd och till vänster Bastugatan, augusti 2015.

Tofflan 1 är en bostadsfastighet belägen i vinkeln mellan Bastugatan och Pryssgränd på Mariaberget östra på Södermalm i Stockholm. Byggnaden är blåklassad av Stadsmuseet i Stockholm, vilket innebär att bebyggelsen har "synnerligen höga kulturhistoriska värden" motsvarande fordringarna för byggnadsminnen. Fastigheter ägs och förvaltas av AB Stadsholmen.

## Kvarteret

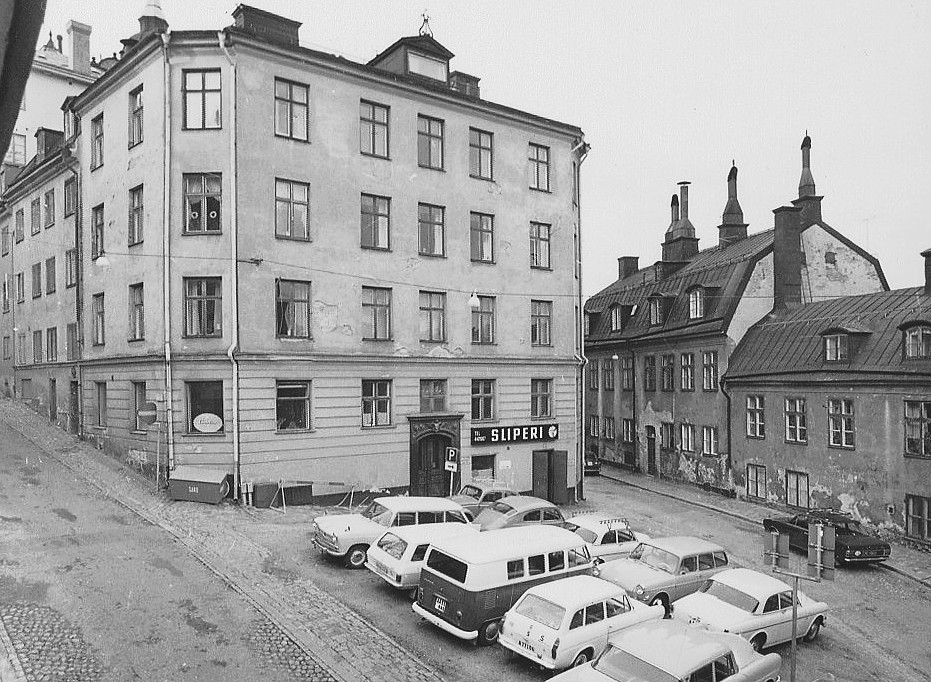
Kvarteret Tofflan 1967.

Kvarteret Tofflan består idag av tre tomter: Tofflan 1, 3 och 4. Kvarteret har triangulär form och begränsas i norr av Pryssgränd, i söder av Bastugatan och i väster av Bellmansgatan. Tillsammans med grannkvarteret i norr, Lappskon större, hör Tofflan till de äldsta kvarteren på Södermalm, kända sedan mitten av 1600-talet. Björn Hasselblad (författare till Stockholmskvarter: vad kvartersnamnen berättar) fann mellan namnen Lappskon och Tofflan en ”händelse som ser ut som en tanke”. I Holms tomtbok från 1679 heter kvarteret dock Tafflan och bestod av fyra tomter. På Petrus Tillaeus Stockholmskarta från 1733 kallas kvarteret Toflan.

## Byggnadsbeskrivning
Byggnaden i Tofflan 1 består av två volymer med olika ursprungstider. Den äldre delen står mot Bastugatan 12 och uppfördes 1759, alltså omedelbart efter  Mariabranden som samma år förstörde omkring 300 gårdar i 20 kvarter i Maria kyrkas omgivningar. Byggherren hette Erik Mellberg som redan 1762 sålde fastigheten vidare till viktualiehandlaren Johan Norling. Ritningarna signerades av Johan Nauman. Från början hade huset två våningar som byggdes på med en våning på 1870-talet. Då hette ägaren Clara Victoria Lundmark.
Den nyare husdelen som står mot den öppna platsen i vinkeln mellan Bastugatan 12 / Pryssgränd 1 byggdes 1877 för färgaren Andersson. Huset står i en kraftig sluttning och fick tre till fem våningar samt en för tiden modern inredning med snickerier, kakelugnar och stucktak. Fastigheten förvärvades av Stockholms stad 1968 och renoverades varsamt 1976.